# Allium tenuissimum
Allium tenuissimum är en amaryllisväxtart som beskrevs av Carl von Linné. Allium tenuissimum ingår i släktet lökar, och familjen amaryllisväxter.

## Underarter
Arten delas in i följande underarter:
- A. t. nalinicum
- A. t. tenuissimum